# تقویم کیهانی

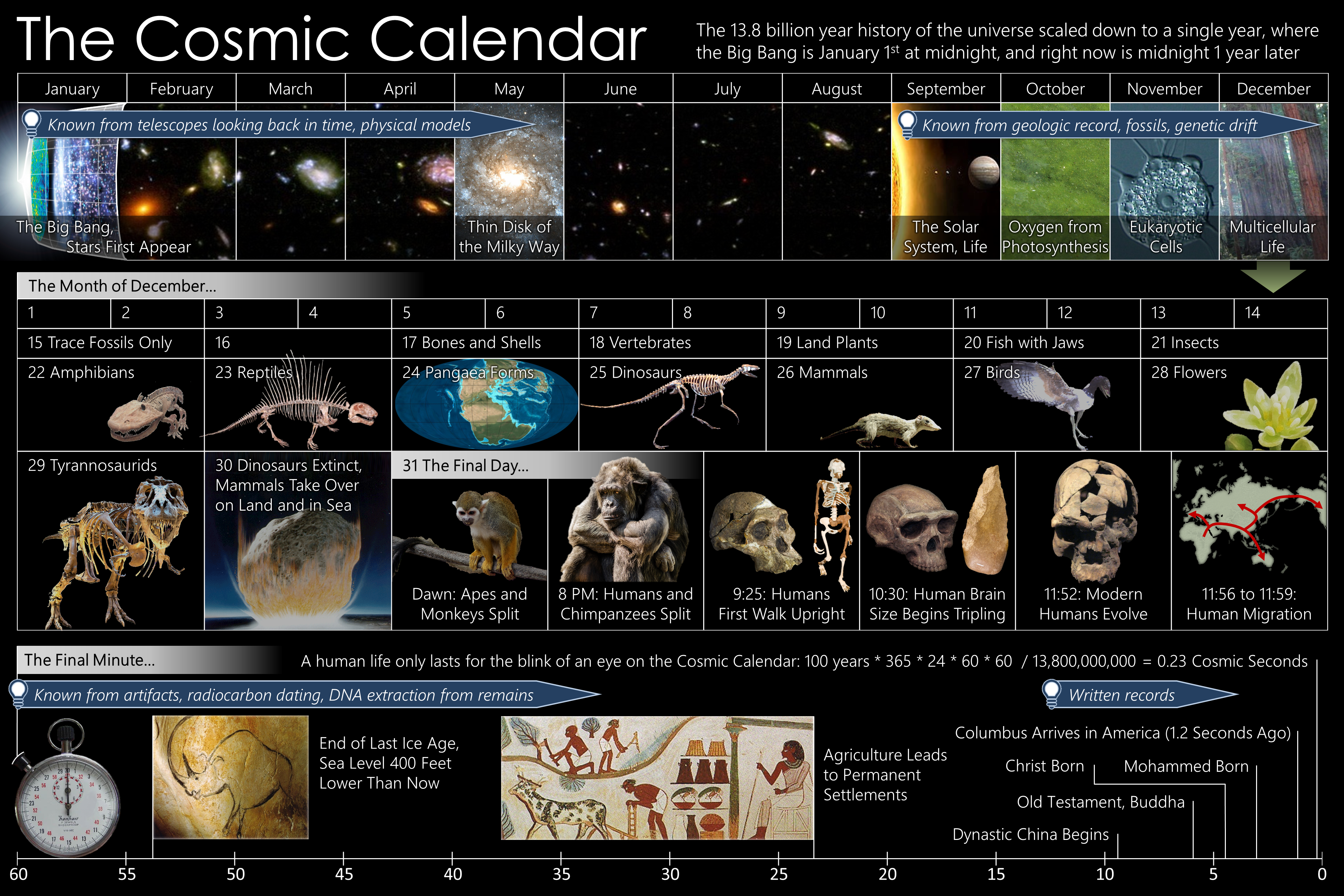
تقویم کیهانی

تقویم کیهانی روشی برای نمایش تصویری گاه‌شماری جهان در مقیاسی است که عمر ۱۳.۸ میلیارد ساله آن را به صورت یک سال واحد در نظر می‌گیرد تا فهم آن برای مقاصد آموزشی در آموزش علوم یا علم عامه‌پسند، آسان‌تر گردد.
در این تصویرسازی، مه‌بانگ در نیمه‌شب آغازین اول ژانویه رخ می‌دهد و زمان حال نیز ۳۱ دسامبر دقیقاً پیش از نیمه‌شب است.
در این مقیاس، هر ثانیه معادل ۴۳۷/۵ سال و هر ساعت ۱.۵۷۵ میلیون سال و هر روز ۳۷.۸ میلیون سال است.
مفهوم تقویم کیهانی توسط کارل سیگن در کتاب سال ۱۹۷۷ او به نام اژدهایان بهشت و مجموعه تلویزیونی سال ۱۹۸۰ به نام کیهان محبوبیت یافت. سیگن این مقایسه را با استفاده از مساحت نیز توضیح می‌دهد که اگر تقویم کیهانی را به اندازه یک زمین فوتبال در نظر بگیریم، کل تاریخ انسان به اندازه مساحت یک دست خواهد بود.